# Flashpoint
Flashpoint är ett livealbum från 1991 av det brittiska rockbandet The Rolling Stones. Det spelades in under bandets Steel Wheels/Urban Jungle Tour 1989-1990.

## Låtlista
1. "Continental Drift (Intro)" (Mick Jagger, Keith Richards) - 0:28
2. "Start Me Up" (Jagger, Richards) - 3:54
3. "Sad Sad Sad" (Jagger, Richards) - 3:32
4. "Miss You" (Jagger, Richards) - 5:55
5. "Rock and a Hard Place" (Jagger, Richards) - 4:51
6. "Ruby Tuesday" (Jagger, Richards) - 3:33
7. "You Can't Always Get What You Want" (Jagger, Richards) - 7:26
8. "Factory Girl" (Jagger, Richards) - 2:47
9. "Can't Be Seen" (Jagger, Richards) - 4:17
10. "Little Red Rooster" (Chester Arthur Burnett, Willie Dixon) - 5:15
11. "Paint It Black" (Jagger, Richards) - 4:02
12. "Sympathy for the Devil" (Jagger, Richards) - 5:35
13. "Brown Sugar" (Jagger, Richards) - 4:10
14. "Jumpin' Jack Flash" (Jagger, Richards) - 4:59
15. "(I Can't Get No) Satisfaction" (Jagger, Richards) - 6:08
16. "Highwire" (Jagger, Richards) - 4:46
17. "Sex Drive" (Jagger, Richards) - 4:27